# Guillarei

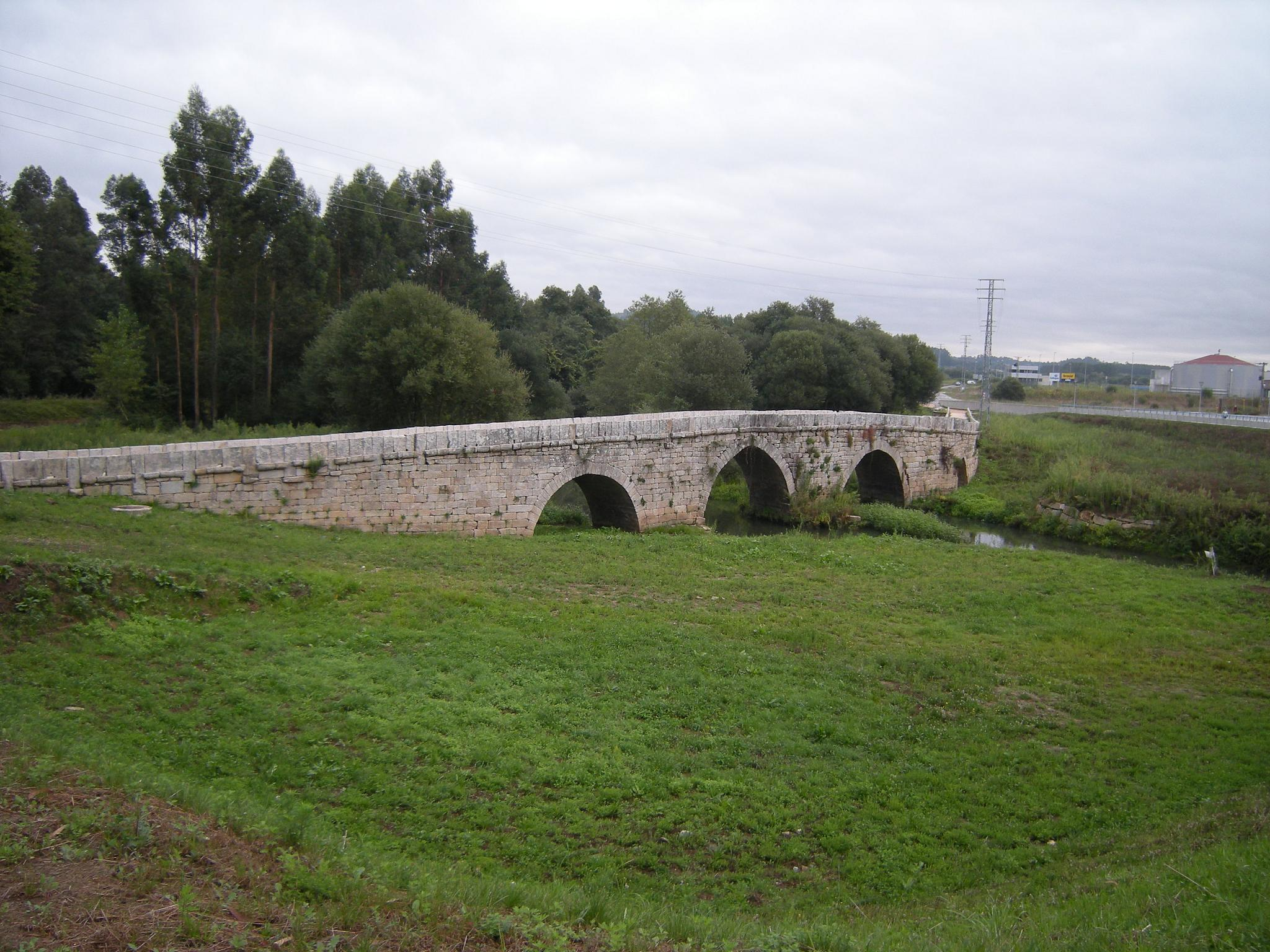
Pont d'A Veiga, a Guillarei.

San Mamede de Guillarei és una parròquia del municipi gallec de Tui, a la província de Pontevedra.
El 2014 tenia una població de 1.928 habitants, distribuïts en 23 entitats de població: Albelos, A Arrotea, O Calvario, As Cegoñeiras, Eidos, A Estación, A Fenteira, A Fonte, A Gándara, A Igrexa, A Millada, O Outeiro, As Penizas, As Peteiras, A Pinza, O Pombal, A Ponte Nova, Ribe, Rodas, Sobredo, O Souto, A Teixugueira i A Torre.